# Hylesia ondulatus
Hylesia ondulatus är en fjärilsart som beskrevs av Conte 1906. Hylesia ondulatus ingår i släktet Hylesia och familjen påfågelsspinnare. Inga underarter finns listade i Catalogue of Life.